# La misura del cerchio
La misura del cerchio è un trattato di Archimede considerato la continuazione e il completamento del trattato Della sfera e del cilindro. Questa fu una delle più grandi scoperte di Archimede.

## Contenuto
All'interno è esposto un metodo con il quale si può stimare con precisione arbitrariamente alta il rapporto tra una circonferenza e il proprio raggio (rapporto che non può essere determinato esattamente per l'insolubilità del problema della quadratura del cerchio).

## Alcune proposizioni dimostrate
1. Ogni cerchio ed ogni settore circolare è equivalente ad un triangolo avente per base la circonferenza o l'arco del settore e per altezza il raggio;
2. Un cerchio sta a un quadrato costruito sul suo diametro, nella proporzione approssimativa, come 11 sta a 14;
3. La circonferenza di un circolo qualunque è uguale al triplo del diametro, più una parte di questo che è minore del settimo e maggiore di 10/71 dello stesso diametro.